# Église Saint-Pierre de Saint George's
Pour les articles homonymes, voir Église Saint-Pierre.
L'église Saint-Pierre est une église anglicane située à Saint George's dans les Bermudes. Elle est la plus ancienne église anglicane encore en service utilisée de façon continue en dehors des îles Britanniques et vraisemblablement la plus ancienne église protestante utilisée de façon continue dans le Nouveau Monde. Saint George's, inscrit au Patrimoine mondial de l'UNESCO, est la plus ancienne colonie anglaise survivante du Nouveau Monde, ayant été établie par la Compagnie de Londres en 1612 (à la suite de la destruction de la son navire amiral, le Sea Venture, aux Bermudes en 1609).

## Historique
L'église a été érigée immédiatement après la fondation de la colonie, bien que le bâtiment d'origine, construit en bois avec un toit de chaume, ait été rapidement détruit. Les Bermudes sont des îles très orageuses et il a fallu reconstruire l'église plus d'une fois au cours du siècle suivant, la structure finale étant constituée de murs en calcaire et d'un toit en ardoise reposant sur un cadre en cèdre des Bermudes. Les parties les plus anciennes de la structure actuelle datent de 1620, bien que le bâtiment ait été beaucoup agrandi et amélioré depuis.
L'année 2012 marqua le 400e anniversaire de la fondation de l'église Saint-Pierre. C'est également l'année du jubilé de diamant de Sa Majesté la reine Élisabeth II.

## Architecture

### Architecture extérieure
Le cimetière entourant l'église ne peut accueillir de nouvelles sépultures depuis des décennies. Toutes les nouvelles inhumations ont lieu dans le cimetière municipal situé au nord de la ville, sur la rive opposée. Les exceptions notables sont le gouverneur sir Richard Sharples et son aide de camp, le capitaine Hugh Sayers, qui furent enterrés côte à côte à l'est de la cour de l'église après leur meurtre en 1973. Une partie de la cour située à l'ouest de l'église était réservée à l'enterrement des esclaves, avant l'abolition de l'esclavage en 1834 dans tout l'Empire britannique.
À l'origine, l'église ne possédait pas de clocher, la cloche était suspendue à un vieux cèdre situé juste derrière l'église. Bien qu'apparemment mort, cet arbre était encore debout jusqu'à son déracinement par l'ouragan Fabian en 2003.
Dans la partie se trouve la salle paroissiale, petit bâtiment qui a été agrandi par l'ajout d'un deuxième étage dans les années 1980.

### Architecture intérieure
L'intérieur de l'église est simple, mais magnifique, avec des poutres de cèdre apparentes (avant le fléau qui a pratiquement anéanti les cèdres des Bermudes dans les années 1940 et 1950, le bois était considéré comme peu coûteux et ceux qui avaient les moyens privilégiaient des bois importés plus chers. Aujourd'hui, le bois endémique est rare, d’une valeur inestimable et est fièrement exposé dans les foyers qui en disposent). La fonte de l'église à 500 ans et est plus ancienne que la colonie des Bermudes. Des plaques commémoratives sont apposées à l’intérieur des murs de l’église et des pierres tombales sont visibles à l’extérieur, celles des notables jugés suffisamment dignes d’être enterrés sous le plancher de l’église, comme l’imprimeur du premier journal des Bermudes (The Bermuda Gazette, Joseph Stockdale et le gouverneur George James Bruere, décédé en 1780.

## Paroisse
L'église a été établie en tant que paroisse (pour la ville et ses environs) pour l'Église d'État, l'Église d'Angleterre. Un système de paroisses a été mis en place dans l’ensemble des Bermudes, les paroisses étant à la fois des divisions religieuses, chacune centrée autour d'une église paroissiale, et des divisions administratives. La reconstruction de l'église Saint-Pierre en janvier 1620 fut supervisée par le gouverneur Nathaniel Butler. Lorsque le Parlement des Bermudes a été créé en 1620, il s'est réuni pour la première fois à l'église Saint-Pierre, le 1er août, en attendant l'achèvement de son propre lieu dédié, le Palais d'État. L’Église d’anglicane des Bermudes s’est regroupée avec celle de Terre-Neuve, au XIXe siècle, pour former un évêché commun. Avec la construction de la cathédrale anglicane de la Très-Sainte-Trinité de Hamilton en 1894 (elle ne sera pas achevée avant 1905), les Bermudes obtiennent leur propre évêché. Si la capitale n'avait pas quitté Saint George's pour s'installer à Hamilton (comme ce fut le cas en 1815), l'église Saint-Pierre aurait pu devenir la cathédrale. Il y avait eu une tentative de remplacer l'église Saint-Pierre au XIXe siècle par un plus grand bâtiment à un nouvel emplacement. Commencé en 1874, cet édifice a été construit pour diverses raisons. Aujourd'hui, la magnifique ruine de l'église inachevée, sur Church Folly Lane, est une attraction touristique populaire à Saint George's. En 1976, l'Église d’Angleterre aux Bermudes est devenue l'Église anglicane des Bermudes, diocèse extra-provincial placé sous l'autorité de l'archevêque de Cantorbéry.